# Potcoava
Potcoava es una ciudad con estatus de oraș rumana perteneciente al județ de Olt.
Según el censo de 2011, Potcoava tiene 5743 habitantes, mientras que en 2002 tenía 6111 habitantes. La mayoría de la población la forman rumanos (87,65%), con una minoría de gitanos (7,23%); el 5,08% de la población no declara su origen étnico.
La mayoría de los habitantes son de religión cristiana ortodoxa rumana (93,47%).
Pertenecen a la villa cuatro pueblos o pedanías: Potcoava-Fălcoeni, Sinești, Trufinești y Valea Merilor.
Se ubica unos 20 km al este de Slatina.